# Palaumysis simonae
Palaumysis simonae är en kräftdjursart som beskrevs av Mihai Bacescu och Thomas M. Iliffe 1986. Palaumysis simonae ingår i släktet Palaumysis och familjen Mysidae. Inga underarter finns listade i Catalogue of Life.